# South Gloucestershire
South Gloucestershire ist eine selbständige Verwaltungseinheit (Unitary Authority) im Südwesten Englands.

## Geschichte
Die Unitary Authority entstand 1996, als die Grafschaft County of Avon aufgelöst wurde und deren Distrikte Kingswood und Northavon zu South Gloucestershire zusammengefasst wurden. South Gloucestershire grenzt an Bristol, Bath and North East Somerset, Gloucestershire und Wiltshire und gehört zur Region South West England. Der Verwaltungssitz befindet sich in Yate.
Bevor das Gebiet von South Gloucestershire 1974 in die neu gebildete Grafschaft County of Avon eingegliedert wurde, gehörte es zur Grafschaft Gloucestershire. Heute ist South Gloucestershire verwaltungstechnisch unabhängig und gehört nur noch zu zeremoniellen Anlässen zu Gloucestershire.

## Größere Städte in South Gloucestershire
- Bradley Stoke
- Filton
- Kingswood
- Thornbury
- Yate

## Weitere Städte und Dörfer
- Abson, Acton Turville, Almondsbury, Alveston, Aust, Awkley
- Badminton, Bagstone, Bitton, Bridgeyate
- Cadbury Heath, Catbrain, Charfield, Chipping Sodbury, Churchend, Coalpit Heath, Codrington, Cold Ashton, Cowhill, Cromhall
- Dodington, Downend, Doynton, Duckhole, Dyrham
- Easter Compton, Elberton, Engine Common
- Falfield, Frampton Cotterel
- Gaunt's Earthcott
- Hawkesbury, Hawkesbury Upton, Hill, Hillesley, Hallen, Hambrook, Hanham, Harry Stoke, Hinton, Horton
- Ingst, Iron Acton, Itchington
- Latteridge, Little Badminton, Little Sodbury, Little Stoke, Littleton-upon-Severn, Longwell Green
- Marshfield, Milbury Heath, Upper and Lower Morton
- Nibley, Northwick
- Oldbury Naite, Oldbury-upon-Severn, Old Down, Oldland, Old Sodbury, Olveston, Over
- Patchway, Pilning, Pucklechurch
- Rangeworthy, Redwick, Rockhampton, Rudgeway
- Severn Beach, Shepperdine, Siston, Soundwell, Stoke Gifford
- Tockington, Tormarton, Tortworth, Tresham, Tytherington
- Upton Cheyney
- Wapley, Warmley, West Littleton, Westerleigh, Whitfield, Wick, Wickwar, Winterbourne